# Jorge Blanco (réalisateur)
Pour les articles homonymes, voir Jorge Blanco et Blanco.
Jorge Blanco est un réalisateur argentin[réf. nécessaire]. Après la sortie de son premier long-métrage en 2009, il travaille sur la préparation d'un nouveau projet de long Dogs (nom provisoire), au budget au moins de 20 % supérieur au précédent, et dont la sortie était prévue en 2012.

## Biographie
Il a commencé sa carrière professionnelle chez Pyro Studios comme directeur artistique en particulier sur les jeux vidéo à succès Commandos (« Commandos », « Commandos Mission Pack » et « Commandos 2 »). En 2002, il a rejoint Ilion Animation Studios, un studio madrilène qui a les mêmes fondateurs que ceux de Pyro Studios, pour devenir réalisateur sur le long-métrage en animation 3D Planète 51.

## Filmographie
- 2009 : Planète 51